# Consejo Regional de Borgoña-Franco Condado
El Consejo Regional de Borgoña-Franco Condado es la asamblea deliberante de la región francesa de Borgoña-Franco Condado.
Fruto de la fusión, el 1 de enero de 2016, entre el Consejo Regional de Borgoña y el Consejo Regional de Franco Condado, está compuesto por 100 consejeros regionales elegidos por 6 años por sufragio universal directo. Actualmente está presidido por Marie-Guite Dufay.
La sede del consejo regional se encuentra en el centro histórico de Besanzón. Está compuesto por el Hôtel de Grammont, adquirido en 1982, y los edificios vecinos de la antigua institución Saint-Jean, con vistas a la plaza Castan. Es de gran riqueza arquitectónica y patrimonial. La expresión "Grammont" se utiliza a veces, por metonimia, para designar los servicios de la presidencia de la región.